# FromSoftware
FromSoftware, Inc. (яп. 株式会社フロム・ソフトウェア Kabushikigaisha Furomu Sofutowea) — японська компанія, що спеціалізується на виробництві відеоігор, заснована 1 листопада 1986 року. Компанія відома завдяки таким іграм та серіям ігор, як Armored Core, Demon's Souls, Dark Souls, Bloodborne та Sekiro: Shadows Die Twice.

## Історія

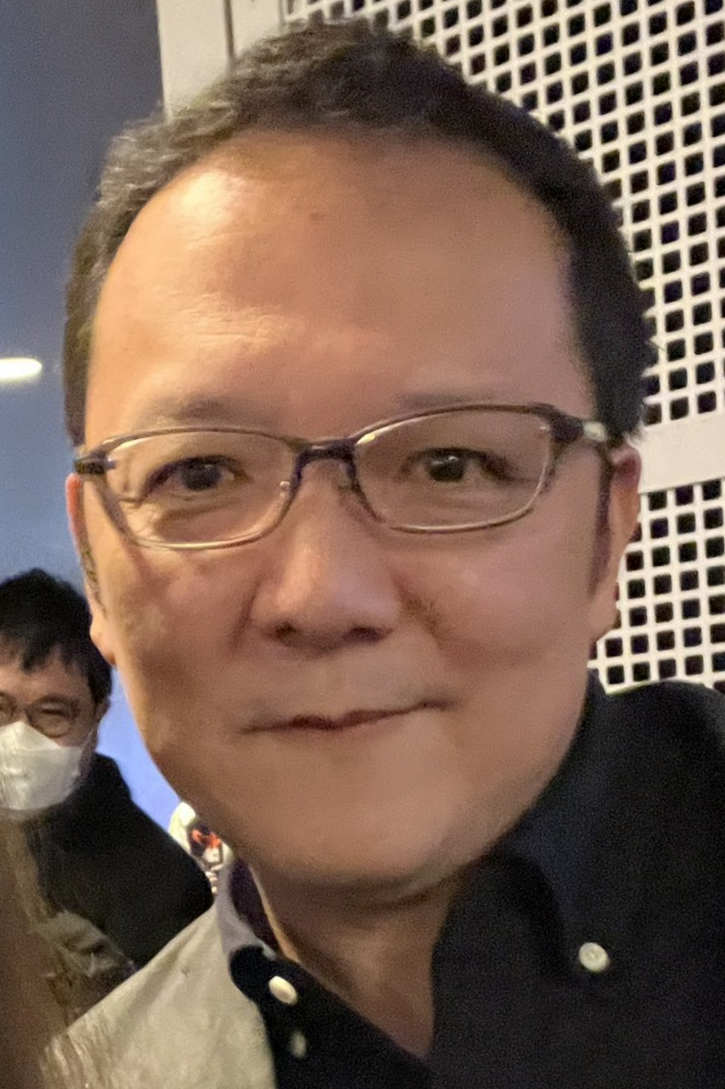
Хідетака Міядзакі, президент компанії та директор кількох їхніх ігор

Компанія FromSoftware була заснована як компанія розробник програмного забезпечення в Токіо, Японія, 1 листопада 1986 року. На ринку відеоігор компанія дебютувала 1994 року з релізу King's Field для платформи PlayStation. Гра не випускалась в Північній Америці, хоча в 1995 році на ринках Північної Америки відбувся реліз однойменної гри, що вийшла в Японії під назвою King's Field II. Після релізу третьої частини тайтлу, FromSoftware перейшли до релізів Echo Night та Shadow Tower в 1998-му. Пізніше IGN відмітить, що остання гра була "ефектним продовженням серії King's Field " так як вона (Shadow Tower) наслідує багато ігрових механік та рішень від вищезазначеної серії. Також протягом цього часу FromSoftware випускає гру Armored Core — першу із серії мех ігор, що дало поштовх для розвитку серії. Робота над Armored Core допомогла компанії напрацювати солідний досвід у розробці відеоігор та дозволило компанії випустити в липні 1999 мультиплеєрний екшн Frame Gride для Sega Dreamcast.
Коли відбувся реліз PlayStation 2 у 2000 році, FromSoftware підтримало платформу одразу двома RPG — Eternal Ring, котра, подібно до серії King's Field є RPG від першого лиця, та Evergrace — більш традиційна action/RPG від третього лиця. На додачу до цих найменувань, FromSoftware випускає Tenchu: Wrath of Heaven — стелс гру, котра поєднує в собі елементи екшену та пригодницьких жанрів. Компанія також випускає продовження до своїх проектів для платформи PlayStation 1, що отримали назви King's Field IV та Shadow Tower Abyss.
FromSoftware також випускає гру Lost Kingdoms ексклюзивно для платформи Gamecube — конкуруючою платформою на ринку приставок 6-го покоління. IGN відмічає, що протягом 6-го покоління приставок фокус компанії FromSoftware буде зміщено з RPG до мех жанру, завдячуючи успіху серії Armored Core. В 2002-му компанія випускає мех-екшн гру Murakumo: Renegade Mech Pursuit для Xbox перед виходом на мобільний ринок, де вони випустять мобільну King's Field.
В 2004-му вони випускають ще один тайтл для Xbox — Metal Wolf Chaos. В 2005-му FromSoftware починає роботу над серією ліцензованих ігор в аніме стилістиці під назвою Another Century's Episode. Того ж року компанія починає першу в індустрії школу інтернатури де студенти мають змогу отримати досвід розробки для PlayStation Portable. У 2008-му компанія FromSoftware дробить акції перед виходом на ринок Nintendo Wii із релізом Tenchu: Shadow Assassins.
В квітні 2014 Kadokawa Corporation анонсує свої наміри придбати компанію у попередніх власників Transcosmos. Угода була укладена 21 травня 2014 року. В грудні 2015-го FromSoftware була номінована на розробника року на The Game Awards 2015, але програла цей титул компанії CD Projekt Red. В січні 2016 року FromSoftware створює нову студію в місті Фукуока, Японія, головна мета студії — розробка та створення CGI (зображення згенеровані комп'ютером) асетів для власних ігор.
У серпні 2022 року Sixjoy Hong Kong (дочірня компанія Tencent) та Sony Interactive Entertainment придбали відповідно 16,25% і 14,09% акцій FromSoftware, залишивши 69,66% у власності Kadokawa. У звіті GamesIndustry.biz від листопада 2022 року стверджувалося, що FromSoftware виплачує своїм працівникам заробітну плату нижче стандартного рівня. Станом на червень 2024 року в компанії працювало 423 співробітники. У жовтні 2024 року розробник оголосив про підвищення заробітної плати своїм працівникам приблизно на 12%. 
У квітні 2025 року FromSoftware анонсувала The Duskbloods — гру в жанрі soulslike з акцентом на мультиплеєр, режисером якої виступив Міядзакі, для платформи Nintendo Switch 2.

## Ігри
FromSoftware розробляла ігри для багатьох платформ, включаючи такі як: Dreamcast, Nintendo DS, GameCube, PlayStation, PlayStation 2, PlayStation 3, PlayStation 4, Xbox, Xbox 360, Xbox One, PlayStation Portable, Wii, Microsoft Windows, Nintendo Switch. Компанією було також розроблено велику кількість ігор для мобільних телефонів. FromSoftware розробила близько 15-ти франшиз, серед яких Armored Core є найбільшою. Найсвіжіша гра Armored Core VI: Fires of Rubicon була випущена в серпні 2023 року для більшості сучасних платформ: PlayStation 4, PlayStation 5, Xbox One, Xbox Series X/S та Microsoft Windows. Раніше, менш помітні за межами Японії релізи, включаючи Enchanted Arms, King's Field, Chromehounds, Otogi, та Tenchu серії, кожен з яких був зустрітий переважно схвальними відгуками.
В 2009 компанія випускає Demon's Souls для PlayStation 3, що приносить компанії міжнародну славу. Його «духовний наступник» — Dark Souls було випущено 2011 року, Dark Souls II виходить в березні 2014, а Dark Souls III вже у 2016-му. Надихнувшись серією Dark Souls, в березні 2015 компанія випускає нову гру Bloodborne. Вся souls серія, включаючи Bloodborne, отримала широке визнання, що підтверджується високим рівнем продажів як на домашньому ринку, так і на світовому. Компанія також отримала численні нагороди, переважно за рольовий жанр, включаючи декілька нагород «Краща RPG року» та «Гра року». З часу релізів Dark Souls та Bloodborne були означені рядом видань як «найкращі ігри всіх часів».
В квітні 2016 року FromSoftware заявили, що вони працюють над новими продуктами на ряду з бажанням повернутись до серії Armored Core. Дві гри: ексклюзив для PlayStation VR — гра Déraciné та мультиплатформна гра Sekiro: Shadows Die Twice, були анонсовані на E3 2018. На E3 2019 було анонсовано нову рольову гру, що розробляється у колаборації між президентом FromSoftware Хідетака Міядзакі та автором серії «Пісня льоду й полум'я» Джорджем Мартіном, гра вийде під назвою Elden Ring.

## Список ігор від FromSoftware
| Назва                                                         | Платформа                      | Дата релізу            |
| ------------------------------------------------------------- | ------------------------------ | ---------------------- |
| King's Field                                                  | PlayStation                    | 16 Грудня, 1994        |
| King's Field II                                               | PlayStation                    | 21 Липня, 1995         |
| King's Field III                                              | PlayStation                    | 21 Червня, 1996        |
| Armored Core                                                  | PlayStation                    | 10 Липня, 1997         |
| Armored Core: Project Phantasma                               | PlayStation                    | 4 Грудня, 1997         |
| Shadow Tower                                                  | PlayStation                    | 25 Червня, 1998        |
| Echo Night                                                    | PlayStation                    | 13 Серпня, 1998        |
| Armored Core: Master of Arena                                 | PlayStation                    | 4 Лютого, 1999         |
| Spriggan: Lunar Verse                                         | PlayStation                    | 16 Червня, 1999        |
| Frame Gride                                                   | Dreamcast                      | 15 Липня, 1999         |
| Echo Night 2: The Lord of Nightmares                          | PlayStation                    | 5 Серпня, 1999         |
| Eternal Ring                                                  | PlayStation 2                  | 4 Березня, 2000        |
| Evergrace                                                     | PlayStation 2                  | 27 Квітня, 2000        |
| Armored Core 2                                                | PlayStation 2                  | 3 Серпня, 2000         |
| The Adventures of Cookie & Cream                              | PlayStation 2                  | 7 Грудня, 2000         |
| Armored Core 2: Another Age                                   | PlayStation 2                  | 12 Квітня, 2001        |
| Forever Kingdom                                               | PlayStation 2                  | 21 Червня, 2001        |
| King's Field IV                                               | PlayStation 2                  | 4 Жовтня, 2001         |
| Armored Core 3                                                | PlayStation 2                  | 1 Квітня, 2002         |
| Lost Kingdoms                                                 | GameCube                       | 25 Квітня, 2002        |
| Otogi: Myth of Demons                                         | Xbox                           | 12 Грудня, 2002        |
| Armored Core: Silent Line                                     | PlayStation 2                  | 23 Січня, 2003         |
| Murakumo: Renegade Mech Pursuit                               | Xbox                           | 25 Липня, 2002         |
| Thousand Land                                                 | Xbox                           | 20 Березня, 2003       |
| Lost Kingdoms II                                              | GameCube                       | 23 Травня, 2003        |
| Shadow Tower Abyss                                            | PlayStation 2                  | 23 Жовтня, 2003        |
| Otogi 2: Immortal Warriors                                    | Xbox                           | 25 Грудня, 2003        |
| Nebula: Echo Night                                            | PlayStation 2                  | 22 Січня, 2004         |
| Armored Core: Nexus                                           | PlayStation 2                  | 18 Березня, 2004       |
| Kuon                                                          | PlayStation 2                  | 1 Квітня, 2004         |
| Armored Core: Nine Breaker                                    | PlayStation 2                  | 28 Жовтня, 2004        |
| Armored Core: Formula Front                                   | PlayStation Portable           | 12 Грудня, 2004        |
| Metal Wolf Chaos                                              | Xbox                           | 22 Грудня, 2004        |
| Yoshitsune Eiyūden: The Story of Hero Yoshitsune              | PlayStation 2                  | 13 Січня, 2005         |
| Another Century's Episode                                     | PlayStation 2                  | 27 Січня, 2005         |
| Yoshitsune Eiyuuden Shura: The Story of Hero Yoshitsune Shura | PlayStation 2                  | 27 Травня, 2005        |
| Armored Core: Last Raven                                      | PlayStation 2                  | 4 Серпня, 2005         |
| Enchanted Arms                                                | PlayStation 3                  | 12 Січня, 2006         |
| Enchanted Arms                                                | Xbox 360                       | 12 Січня, 2006         |
| Another Century's Episode 2                                   | PlayStation 2                  | 30 Березня, 2006       |
| Chromehounds                                                  | Xbox 360                       | 29 Червня, 2006        |
| King's Field: Additional I                                    | PlayStation Portable           | 20 Липня, 2006         |
| King's Field: Additional II                                   | PlayStation Portable           | 24 Серпня, 2006        |
| Armored Core 4                                                | PlayStation 3                  | 21 Грудня, 2006        |
| Armored Core 4                                                | Xbox 360                       | 21 Грудня, 2006        |
| Nanpure VOW                                                   | Nintendo DS                    | 26 Квітня, 2007        |
| Iraroji VOW                                                   | Nintendo DS                    | 24 Травня, 2007        |
| Another Century's Episode 3: The Final                        | PlayStation 2                  | 6 Вересня, 2007        |
| Armored Core: For Answer                                      | PlayStation 3                  | 19 Березня, 2008       |
| Armored Core: For Answer                                      | Xbox 360                       | 19 Березня, 2008       |
| Shadow Assault: Tenchu                                        | Xbox 360                       | 8 Жовтня, 2008         |
| Inugamike no Ichizoku                                         | Nintendo DS                    | 22 Січня, 2009         |
| Ninja Blade                                                   | Xbox 360                       | 29 Січня, 2009         |
| Ninja Blade                                                   | Microsoft Windows              | 29 Січня, 2009         |
| Demon's Souls                                                 | PlayStation 3                  | 5 Лютого, 2009         |
| Yatsu Hakamura                                                | Nintendo DS                    | April 23 Квітня, 2009  |
| Another Century's Episode: R                                  | PlayStation 3                  | August 19 Серпня, 2010 |
| Monster Hunter Diary: Poka Poka Airou Village                 | PlayStation Portable           | 26 Серпня, 2010        |
| Another Century's Episode Portable                            | PlayStation Portable           | 13 Січня, 2011         |
| Dark Souls                                                    | PlayStation 3                  | 22 Вересня, 2011       |
| Dark Souls                                                    | Xbox 360                       | 22 Вересня, 2011       |
| Dark Souls                                                    | Microsoft Windows              | 23 Серпня, 2012        |
| Dark Souls                                                    | Nintendo Switch                | 19 Жовтня, 2018        |
| Armored Core V                                                | PlayStation 3                  | 26 Січня, 2012         |
| Armored Core V                                                | Xbox 360                       | 26 Січня, 2012         |
| Mobile Suit Gundam Unicorn                                    | PlayStation 3                  | 8 Березня, 2012        |
| Steel Battalion: Heavy Armor                                  | Xbox 360                       | 21 Червня, 2012        |
| Armored Core: Verdict Day                                     | PlayStation 3                  | 26 Вересня, 2013       |
| Armored Core: Verdict Day                                     | Xbox 360                       | 26 Вересня, 2013       |
| Dark Souls II                                                 | PlayStation 3                  | 13 Березня, 2014       |
| Dark Souls II                                                 | Xbox 360                       | 13 Березня, 2014       |
| Dark Souls II                                                 | Microsoft Windows              | 13 Березня, 2014       |
| Dark Souls II: Scholar of the First Sin                       | PlayStation 3                  | 5 Лютого, 2015         |
| Dark Souls II: Scholar of the First Sin                       | Xbox 360                       | 5 Лютого, 2015         |
| Dark Souls II: Scholar of the First Sin                       | PlayStation 4                  | 5 Лютого, 2015         |
| Dark Souls II: Scholar of the First Sin                       | Xbox One                       | 5 Лютого, 2015         |
| Dark Souls II: Scholar of the First Sin                       | Microsoft Windows              | 5 Лютого, 2015         |
| Bloodborne                                                    | PlayStation 4                  | 24 Березня, 2015       |
| Monster Hunter Diary: Poka Poka Airou Village DX              | Nintendo 3DS                   | 10 Вересня, 2015       |
| Dark Souls III                                                | PlayStation 4                  | 24 Березня, 2016       |
| Dark Souls III                                                | Xbox One                       | 24 Березня, 2016       |
| Dark Souls III                                                | Microsoft Windows              | 12 Квітня, 2016        |
| Déraciné                                                      | PlayStation 4 (PlayStation VR) | 6 Листопада, 2018      |
| Sekiro: Shadows Die Twice                                     | Microsoft Windows              | 22 Березня, 2019       |
| Sekiro: Shadows Die Twice                                     | PlayStation 4                  | 22 Березня, 2019       |
| Sekiro: Shadows Die Twice                                     | Xbox One                       | 22 Березня, 2019       |
| Elden Ring                                                    | Microsoft Windows              | 25 лютого, 2022        |
| Elden Ring                                                    | PlayStation 4                  | 25 лютого, 2022        |
| Elden Ring                                                    | PlayStation 5                  | 25 лютого, 2022        |
| Elden Ring                                                    | Xbox One                       | 25 лютого, 2022        |
| Elden Ring                                                    | Xbox Series X/S                | 25 лютого, 2022        |
| Armored Core VI: Fires of Rubicon                             | Microsoft Windows              | 25 серпня, 2023        |
| Armored Core VI: Fires of Rubicon                             | PlayStation 4                  | 25 серпня, 2023        |
| Armored Core VI: Fires of Rubicon                             | PlayStation 5                  | 25 серпня, 2023        |
| Armored Core VI: Fires of Rubicon                             | Xbox One                       | 25 серпня, 2023        |
| Armored Core VI: Fires of Rubicon                             | Xbox Series X/S                | 25 серпня, 2023        |
| Elden Ring Shadow of the Erdtree (DLC)                        | Microsoft Windows              | 21 червня, 2024        |
| Elden Ring Shadow of the Erdtree (DLC)                        | PlayStation 4                  | 21 червня, 2024        |
| Elden Ring Shadow of the Erdtree (DLC)                        | PlayStation 5                  | 21 червня, 2024        |
| Elden Ring Shadow of the Erdtree (DLC)                        | Xbox One                       | 21 червня, 2024        |
| Elden Ring Shadow of the Erdtree (DLC)                        | Xbox Series X/S                | 21 червня, 2024        |
| Elden Ring Nightreign                                         | Microsoft Windows              | 30 травня, 2025        |
| Elden Ring Nightreign                                         | PlayStation 4                  | 30 травня, 2025        |
| Elden Ring Nightreign                                         | PlayStation 5                  | 30 травня, 2025        |
| Elden Ring Nightreign                                         | Xbox One                       | 30 травня, 2025        |
| Elden Ring Nightreign                                         | Xbox Series X/S                | 30 травня, 2025        |
| The Duskbloods                                                | Nintendo Switch 2              | 2026                   |

## Філософія розробки
FromSoftware відома своїми іграми підвищеної складності, особливо виділяються серія Souls, Bloodborne та Sekiro: Shadows Die Twice, у котрих відсутні налаштування складності. Президент компанії Хідетака Міядзакі виправдовує відсутність налаштувань складності, заявляючи «Ми не хочемо додавати можливість вибору складності, щоб поставити кожного гравця у рівні умови та подарувати однакові враження від гри. Тому ми хочемо, щоб кожен гравець зіштовхнувся з викликом від гри та знайшов свій власний шлях як перебороти такі виклики. Ми прагнемо, щоб кожен відчув це почуття завершеності. Ми бажаємо, щоб кожен відчув піднесення та долучився до обговорень на однаковому рівні. Ми вважаємо, що наявність можливості вибору складності призводить до сегментації та фрагментації бази гравців. У людей буде різний досвід отриманий від гри, відповідно до вибраного рівня складності. Це саме те що ми приймаємо близько до серця, коли проектуємо ігри. Це було в рівній мірі прийнятно для попередніх релізів та в великій мірі прийнятно для Sekiro».